# Giuseppe Chiappella
Giuseppe Chiappella (28. září 1924, San Donato Milanese, Italské království – 26. prosinec 2009, Milán, Itálie) byl italský fotbalový obránce a trenér.
Za Pisu debutoval ve věku 22 let. Po třech letech strávených ve druhé lize odešel v roce 1949 do Fiorentiny. Za fialky hrál až do konce své kariéry, která skončila v roce 1960. Za těch jedenáct let získal v sezoně 1955/56 titul a zahrál si ve finále poháru PMEZ 1956/57. Odehrál 329 utkání a vstřelil 5 branek.
Za reprezentaci odehrál 17 utkání. Většinou přátelské zápasy.
Po hráčské kariéře se stal trenérem. Celkem za svou trenérskou kariéru vedl osm mužstev. Nejdéle vedl klub Fiorentiny v období 1960–1968 a 1978. Vyhrál s ní dvakrát italský pohár (1960/60, 1965/66) a také jednou pohár PVP v sezoně 1960/61. Skončil v roce 1985.

## Hráčská statistika
| Sezóna  | Klub       | Liga    | Liga   | Liga | Ligové poháry | Ligové poháry | Ligové poháry | Kontinentální poháry | Kontinentální poháry | Kontinentální poháry | Celkem | Celkem |
| Sezóna  | Klub       | Soutěž  | Zápasy | Góly | Soutěž        | Zápasy        | Góly          | Soutěž               | Zápasy               | Góly                 | Zápasy | Góly   |
| ------- | ---------- | ------- | ------ | ---- | ------------- | ------------- | ------------- | -------------------- | -------------------- | -------------------- | ------ | ------ |
| 1946/47 | Pisa       | Serie B | 31     | 0    | -             | 0             | 0             | -                    | 0                    | 0                    | 31     | 0      |
| 1947/48 | Pisa       | Serie B | 33     | 3    | -             | 0             | 0             | -                    | 0                    | 0                    | 33     | 3      |
| 1948/49 | Pisa       | Serie B | 16     | 3    | -             | 0             | 0             | -                    | 0                    | 0                    | 16     | 3      |
| 1949/50 | Fiorentina | Serie A | 29     | 0    | -             | 0             | 0             | -                    | 0                    | 0                    | 29     | 0      |
| 1950/51 | Fiorentina | Serie A | 36     | 0    | -             | 0             | 0             | -                    | 0                    | 0                    | 36     | 0      |
| 1951/52 | Fiorentina | Serie A | 35     | 1    | -             | 0             | 0             | -                    | 0                    | 0                    | 35     | 1      |
| 1952/53 | Fiorentina | Serie A | 33     | 1    | -             | 0             | 0             | -                    | 0                    | 0                    | 33     | 1      |
| 1953/54 | Fiorentina | Serie A | 32     | 0    | -             | 0             | 0             | -                    | 0                    | 0                    | 32     | 0      |
| 1954/55 | Fiorentina | Serie A | 28     | 0    | -             | 0             | 0             | -                    | 0                    | 0                    | 28     | 0      |
| 1955/56 | Fiorentina | Serie A | 32     | 0    | -             | 0             | 0             | -                    | 0                    | 0                    | 32     | 0      |
| 1956/57 | Fiorentina | Serie A | 24     | 0    | -             | 0             | 0             | PMEZ                 | 4                    | 0                    | 28     | 0      |
| 1957/58 | Fiorentina | Serie A | 24     | 0    | IP            | 8             | 0             | -                    | 0                    | 0                    | 32     | 0      |
| 1958/59 | Fiorentina | Serie A | 27     | 3    | -             | 0             | 0             | -                    | 0                    | 0                    | 27     | 3      |
| 1959/60 | Fiorentina | Serie A | 29     | 0    | IP            | 2             | 0             | Stř.P                | 2                    | 0                    | 33     | 0      |
| Celkově | Celkově    | Celkově | 409    | 11   | -             | 10            | 0             | -                    | 6                    | 0                    | 425    | 11     |

## Hráčské úspěchy

### Klubové
- 1× vítěz italské ligy (1955/56)

### Reprezentační
- 2× na MP (1948–1953, 1955–1960)

## Trenérské úspěchy

### Klubové
- 2× vítěz italského poháru (1960/60, 1965/66)
- 1× vítěz poháru PVP (1960/61)
- 1× vítěz Středoevropského poháru (1966)

### Individuální
Nejlepší trenér italské ligy (1965/66)